# 貝利迪·伊德利奇
貝利迪·伊德利奇（德語：Blendi Idrizi；1998年5月2日—）是一位科索沃足球運動員，在場上的位置是進攻中場。他現在效力於沙爾克04。